# معركة جسر بنات يعقوب
وقعت معركة جسر بنات يعقوب في 27 سبتمبر 1918 في بداية مطاردة فيلق الخيالة الصحراوي ‏ لبقايا جيش يلدريم ‏ المنسحبة نحو دمشق خلال حملة سيناء وفلسطين في الحرب العالمية الأولى. بعد معركة سماخ والاستيلاء على طبريا، والتي أكملت النصر الحاسم لقوة المشاة المصرية في معركة شارون في معركة مجدو، هاجمت فرقة الخيالة الأسترالية ‏ واستولت على سلسلة من مواقع الحرس الخلفي. كان الجنود الألمان والعثمانيون من مجموعة طبريا يسيطرون على المواقع عند جسر بنات يعقوب، وهو جسر مهم عبر نهر الأردن، وفي المخاضات في إل مين وشمالاً باتجاه بحيرة الحولة.
كانت بقايا الجيشين العثمانيين السابع والثامن تتراجع في صفوف باتجاه دمشق من تلال يهودا عبر سمخ، الجسر في جسر بنات يعقوب، القنيطرة، وكوكب، تلاحقها فرقة الخيالة الأسترالية وفرقة الفرسان الخامسة [الإنجليزية]. وفي الوقت نفسه، كانت بقايا الجيش العثماني الرابع تتراجع في صفوف باتجاه دمشق على طول طريق الحجاج (طريق الحج القديم الذي يتبع الطريق الأقدم لطريق الملك) عبر درعا، حيث طاردتها فرقة الفرسان الرابعة [الإنجليزية].
وتمركزت الحاميات الباقية من سمخ وطبرية، والتي تشكلت من بقايا الجيشين السابع والثامن، على الجانب الشرقي من نهر الأردن لتغطية انسحاب البقايا الرئيسية لمجموعة جيش يلدريم [الإنجليزية]. تم مهاجمة هذه الحراسات الخلفية بنجاح من قبل فرقة الخيالة الأسترالية خلال النهار، وتم القبض على عدد من الناجين الذين لم ينجحوا في الانسحاب، لاحتلال الضفة الشرقية لنهر الأردن. واصلت فرقة الخيالة الأسترالية، تليها فرقة الفرسان الخامسة، تقدمها نحو دمشق في وقت لاحق من اليوم.

## الخلفية

### الأهمية الاستراتيجية
لا يوجد لنهر الأردن سوى مخاضة جيدة واحدة في الطرف الجنوبي لحوض الحولة قبل أن يتم ضغطه بين كتلة كورازيم ‏ ومرتفعات الجولان. يُعرف الممر على نطاق واسع في اللغة الإنجليزية باسم «ممر يعقوب». وقد أدت الجسور التي بنيت هنا في الماضي إلى تسميتها بالعربية، جسر بنات يعقوب. جسر بنات يعقوب، ترجمته إلى العبرية هو جسر بنات يعقوب، وهو الاسم الذي يُعرف به اليوم في إسرائيل.[بحاجة لمصدر]
لقد تم استخدام هذا الموقع الاستراتيجي من قبل الناس منذ عصور ما قبل التاريخ. كان يمر عبر الموقع طريق القوافل من الصين إلى المغرب عبر بلاد ما بين النهرين ومصر، والذي كان له أهمية استراتيجية بالنسبة للمصريين والآشوريين والحثيين واليهود والعرب المسلمين وفرسان الصليبيين والإنكشارية العثمانيين، الذين عبروا جميعًا النهر في هذا المكان. قام الصليبيون ببناء قلعة تطل على الممر الذي هدد دمشق، فهاجمها صلاح الدين الأيوبي على الفور ودمرها في عام 1179. كان الجسر الحجري المقوس القديم يمثل الحد الشمالي لتقدم نابليون في عام 1799

### انسحاب مجموعة ليمان فون ساندرز ويلدريم من الجيش

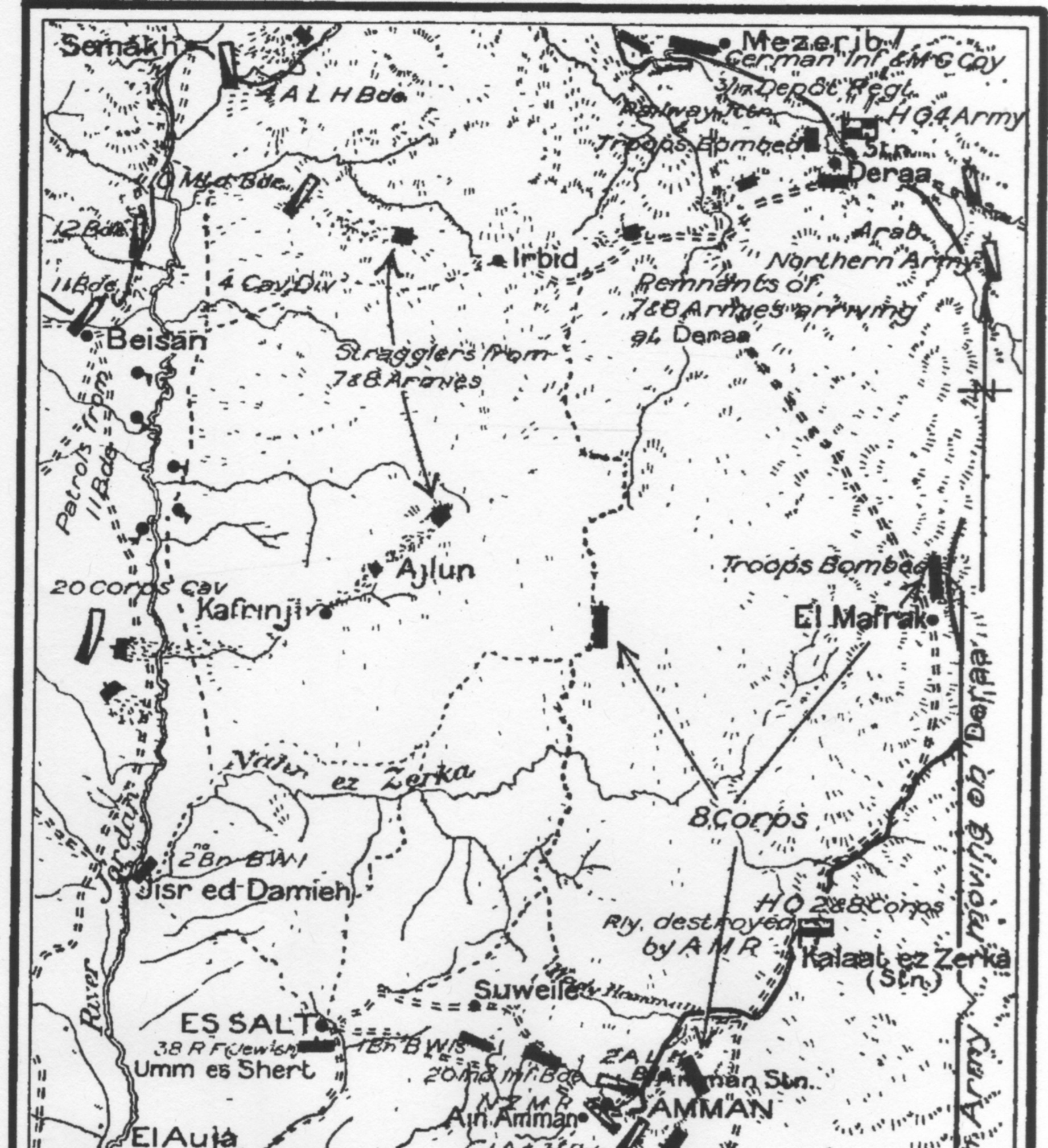
خريطة جوليت رقم 43 توضح بالتفصيل مواقع بقايا جيش يلدريم المنسحبة، بيسان، إربد ودرعا مع نهر الأردن على اليسار وطريق الحجاج على اليمين

بدأ المطاردة نحو دمشق بتقدم فرقة الفرسان الرابعة [الإنجليزية] شرقًا إلى درعا ثم شمالًا إلى دمشق 140 ميل (230 كـم) بعيدًا، قبل يوم واحد من بدء فرقة الخيالة الأسترالية ‏ مع فرقة الفرسان الخامسة [الإنجليزية] في الاحتياط، مسيرتها التي 90 ميل (140 كـم) التقدم حول الطرف الشمالي لبحر الجليل، المعروف أيضًا باسم بحيرة طبريا، إلى دمشق.
بعد فراره من الناصرة في 20 سبتمبر/أيلول، وصل أوتو ليمان فون ساندرز، قائد مجموعة جيش يلدريم [الإنجليزية] إلى درعا في صباح 21 سبتمبر/أيلول، في طريقه إلى دمشق. وفي درعا تلقى تقريراً من الجيش العثماني الرابع، فأمره بالانسحاب إلى خط اليرموك إلى إربد إلى درعا.[بحاجة لتوضيح]
بحلول 26 سبتمبر، لم تكن حامية الجيش الرابع في عمان (باستثناء الحرس الخلفي الذي تم الاستيلاء عليه في عمان) «منخرطة بشدة»، و«كانت لا تزال سليمة كقوة مقاتلة حتى مع انسحابها السريع» شمالًا على طول سكة حديد الحجاز وطريق الحجاج، على بعد أميال عديدة إلى الشرق من نهر الأردن باتجاه دمشق.
تمكن ما بين 6000 و7000 جندي ألماني وعثماني متبقٍ من الجيوش العثمانية الرابعة والسابعة والثامنة من التراجع عبر طبريا أو درعا باتجاه دمشق، قبل أن يتم الاستيلاء على هذه الأماكن في 25 و27 سبتمبر على التوالي وكانت في أو شمال مزيريب.

### فرقة الخيالة الأسترالية
خلال مرحلة سلاح الفرسان في معركة شارون، استولى اللواء الثالث من الخيالة الخفيفة ‏ التابع للفرقة الأسترالية الخيالة على جنين، واستولى اللواء الرابع من الخيالة الخفيفة ‏ على سمخ، وخلال مرحلة المشاة في معركة شارون، ساعد اللواء الخامس من الخيالة الخفيفة ‏ الفرقة الستين في الاستيلاء على طولكرم.

## المقدمة
غادرت فرقة الخيالة الأسترالية، تليها فرقة الفرسان الخامسة ومقر فيلق الخيالة الصحراوي ‏، طبريا في الساعة 06:00 يوم 27 سبتمبر لبدء مطاردتهم إلى دمشق. اتجه اللواء الخامس من الخيالة الخفيفة، بقيادة الفرقة الأسترالية الخيالية، شمالًا على طول شاطئ بحر الجليل، متجاوزًا «تلالًا طينية مخططة عالية تذكرنا بتلال جاليبولي». واستمروا في التقدم حتى مرتفعات الجولان، وهي منطقة دفاعية مثالية تطل على جميع معابر نهر الأردن. وقد احتجزوا هنا لعدة ساعات عند جسر بنات يعقوب في الأردن الأعلى، شمال بحر الجليل.

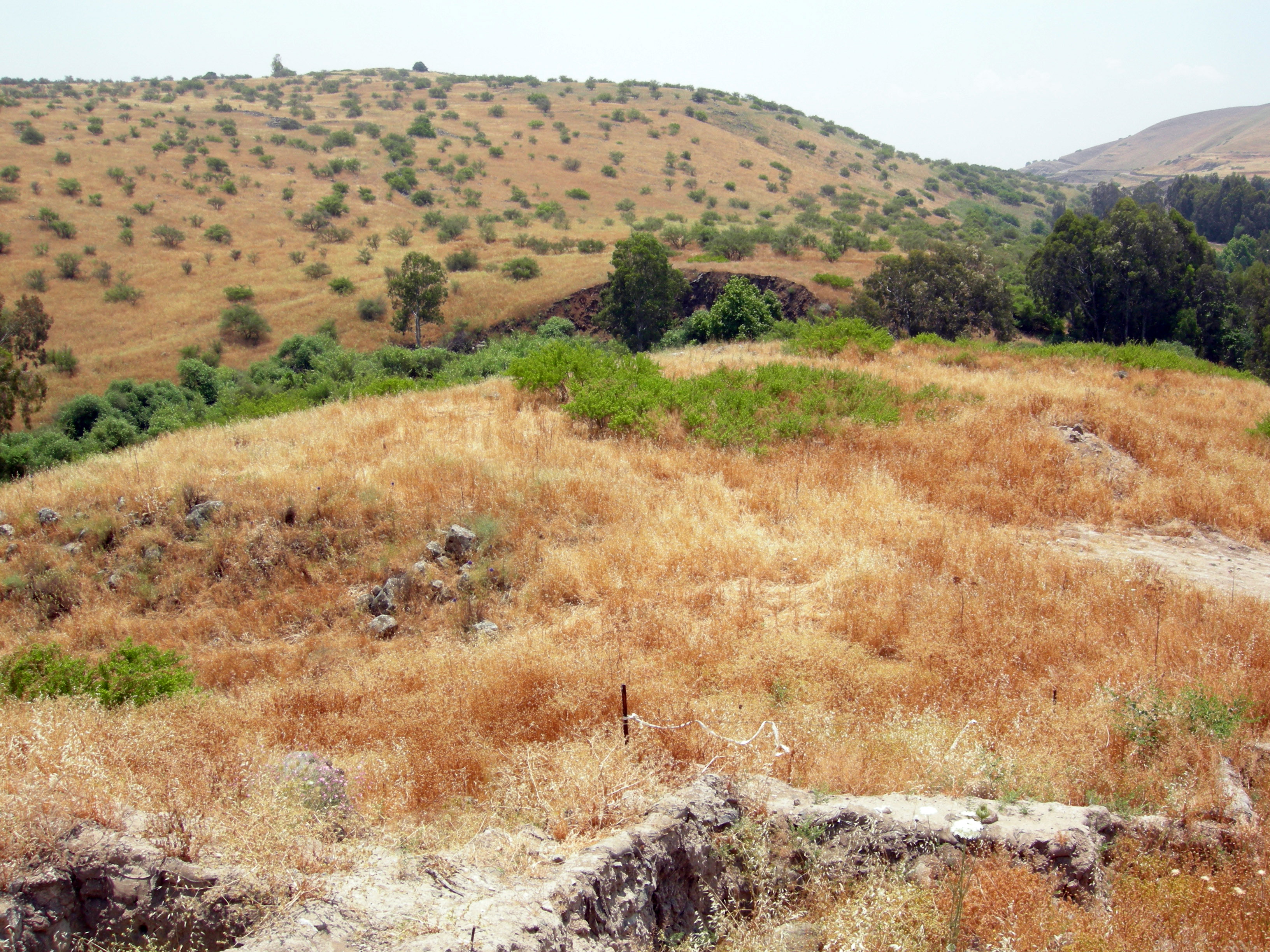
المنظر من الضفة الغربية لنهر الأردن باتجاه موقع الحرس الخلفي العثماني؛ مواقع معركة مخاضة يعقوب

كان ليمان فون ساندرز قد أمر مجموعة طبريا، المكونة من الناجين من الحاميات في سمخ وطبريا، بـ«مقاومة مطاردة قوة المشاة المصرية بقوة» من خلال إنشاء حرس خلفي جنوب بحيرة الحولة. وانضم إليهم الناجون من قوات مقر قيادة مجموعة جيش يلدريم والحامية من الناصرة الذين تراجعوا عبر طبريا، لعبور نهر الأردن عند جسر بنات يعقوب، جنوب بحيرة الحولة مباشرة. وبعد عبور نهر الأردن، وتفجير الجسر، قاموا بإعداد مواقع مؤخرة بالرشاشات على الضفة الشرقية، المطلة على المخاضات.

## المعركة

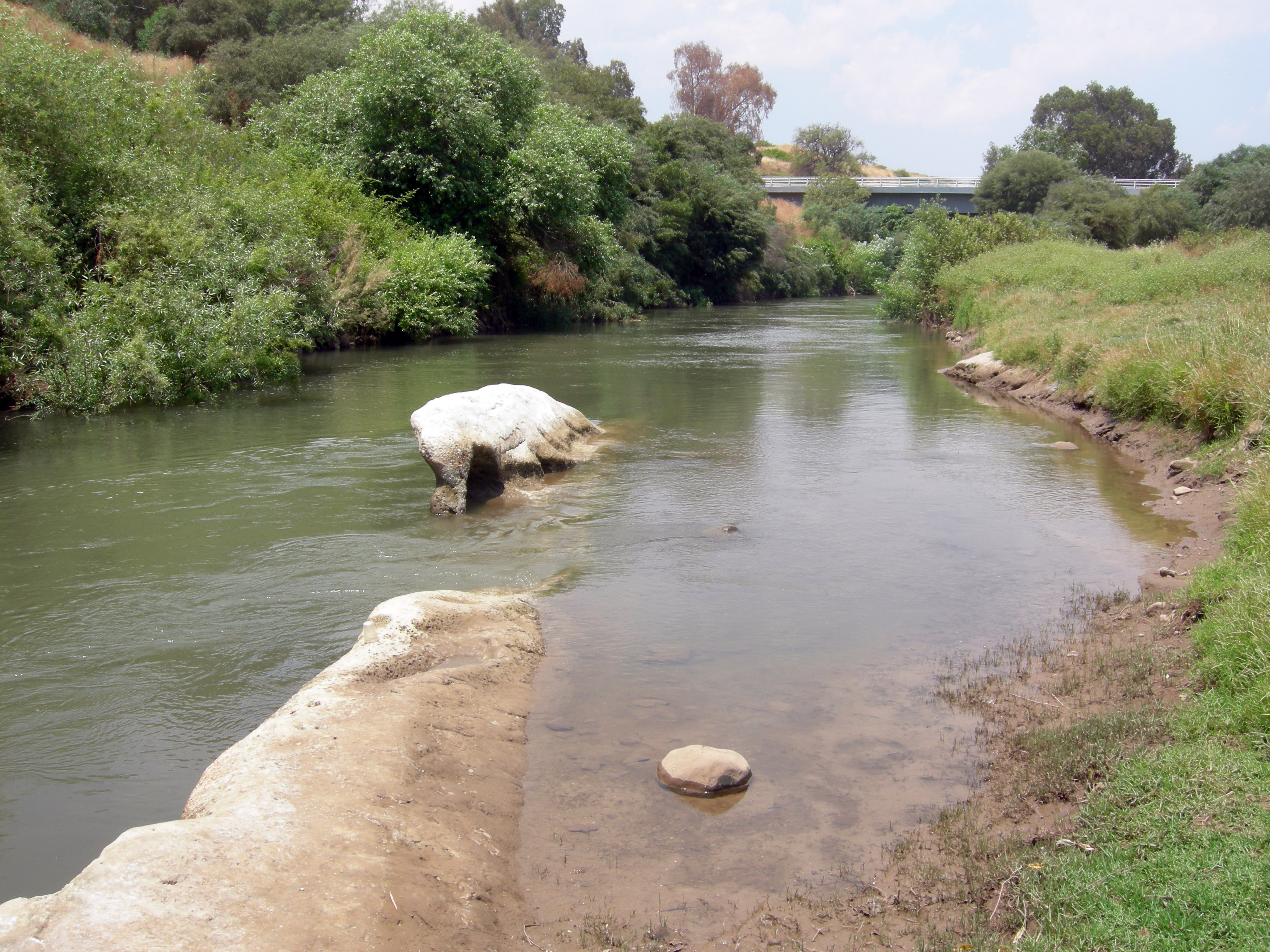
جسر بنات يعقوب فوق نهر الأردن بالقرب من معبر يعقوب في عام 2009

وصلت فرقة الخيالة الأسترالية إلى نهر الأردن حوالي منتصف النهار، فوجدت مؤخرةً تضمّ مدافع رشاشة ألمانية تُسيطر على المنطقة من الضفة المقابلة أو الشرقية، مُكتسحةً المداخل المفتوحة والمخاضة جنوب الجسر بنيرانها. عند هذه النقطة، كان النهر عميقًا وسريع الجريان، وضفافه شديدة الانحدار، مما جعل عبوره صعبًا دون مواجهة مشكلة إضافية تُشكّلها نيران المدافع الرشاشة. امتدت مواقع الحرس الخلفي الواسعة التي تدافع عن الضفة الغربية لنهر الأردن من الجسر في جسر بنات يعقوب شمالاً إلى بحيرة الحولة.

### جسر بنات يعقوب
في جسر بنت يعقوب، هاجم الفوج المختلط لسوق الفرسان (المعروف أيضًا باسم الفوج السادس عشر لسوق الفرسان المختلط لفلسطين وسوريا والفوج الأول لفرسان الفرسان المختلطين في لافانت)، المكون من سربين من مطاردات أفريقيا الفرنسيين وسرب واحد من السباهيين (اللواء الخامس من الخيول الخفيفة)، قسم الحرس الخلفي المدافع عن المباني في النهاية الغربية للجسر. ركبوا عبر أرض مفتوحة، ونزلوا في ترتيب ممتد على نطاق واسع، للقيام بهجوم أمامي، وتكبدوا «بعض الخسائر» حيث لم يكن هناك دعم مدفعي متاح لدعم هجومهم.
دخلت فرقة المدافع الرشاشة التابعة للواء الخيالة الخفيفة الرابع، والتي كانت مزودة بأربعة مدافع رشاشة مع فوج الخيالة الخفيفة الثاني عشر، إلى المعركة بالتوازي مع فوج الفرسان المختلط بالقرب من قرية قصر عطا. في الساعة 18:40 تم نقل قيادة فوج الفرسان المختلط إلى اللواء الرابع من فوج الفرسان الخفيف. بعد غروب الشمس بوقت طويل؛ في الساعة 20:30 صدرت الأوامر للواء الخيالة الخفيف الرابع بالحفاظ على اتصال وثيق مع العدو والاستعداد لمطاردتهم، إذا بدأ الانسحاب. تم الإبلاغ عن أن الجسر أصبح خاليًا بحلول الساعة 02:15 عندما تبع فوج الفرسان المختلط ماركي فوج الخيالة الخفيفة الثاني عشر عبر النهر.

### إل مين
وذهبت بقية قوات اللواء الخامس للخيول الخفيفة، بما في ذلك فوج الخيالة الخفيفة الرابع عشر ‏ وفوج الخيالة الخفيفة الرابع ‏، المنفصل مؤقتًا عن اللواء الرابع للخيول الخفيفة، للبحث عن مخاضة إلى الجنوب من الجسر. وفي النهاية سبحوا في النهر في وقت متأخر من بعد الظهر 1.5 ميل (2.4 كـم) جنوب جسر بنات يعقوب عند مخاضة المن. وهنا وقعوا في أرض صخرية على الضفة المقابلة ولم يتمكنوا من المضي قدمًا في الظلام. أُجبروا على البقاء في مواقعهم حتى أول ضوء.
في الساعة الخامسة مساءً، أُمر فوج الخيالة الخفيفة الثاني عشر ‏، التابع للواء الخيالة الخفيفة الرابع، بعبور نهر الأردن بأربعة رشاشات وإقامة رأس جسر في إل مين. وبحلول الساعة 02:15 من صباح يوم 28 سبتمبر، كان فوج الخيالة الخفيفة الثاني عشر قد عبر النهر. خلال الليل، عبرت الدوريات النهر عندما واصل فوج الخيالة الخفيفة الرابع تقدمه لمسافة ما إلى إد دورا.
خلال «عبور نهر الأردن بالقرب من إل مين»، حصل اثنان من أعضاء فوج الخيالة الخفيفة الرابع على جوائز؛ حيث حصل الرقيب فريدريك جيل، رئيس قسم صيانة الخيول، على الميدالية العسكرية «لمساعدته الخيول تحت نيران كثيفة»، كما تم ذكر الجندي جورج ستوكديل في الإرساليات ‏ لنجاحه في مهمة استطلاعية «للوصول إلى موقع يمكنه من خلاله رؤية موقع العدو».
في الساعة 09:00 من صباح يوم 28 سبتمبر، عاد فوج الخيالة الخفيفة الرابع إلى اللواء الخيالة الخفيفة الرابع. كان الفوج مرتبطًا باللواء الخامس للخيالة الخفيفة منذ حامية ليجون. في نفس الوقت عاد فوج الفرسان المختلط إلى اللواء الخامس من الخيول الخفيفة.

### بحيرة الحولة
وفي هذه الأثناء، تقدم اللواء الثالث من الخيالة الخفيفة ‏ شمالاً على طول الضفة الغربية لنهر الأردن ليصل إلى الشاطئ الجنوبي لبحيرة الحولة، باحثاً عن مكان مناسب للعبور. في الطليعة، أطلق فوج الخيالة الخفيفة التاسع ‏ النار على الحرس الخلفي من الضفة الغربية، بينما نجح فوج الخيالة الخفيفة العاشر ‏ في عبور النهر أثناء الغسق، عندما استولى سرب على موقع قوي للحرس الخلفي، و50 سجينًا وثلاثة مدافع. تبع فوج الخيالة الخفيفة الثامن ‏ فوج الخيالة الخفيفة العاشر عبر نهر الأردن في الساعة 19:00 تاركًا مرشدين ومصباح إشارة لإظهار فوج الخيالة الخفيفة التاسع ومقر اللواء إلى المكان الذي يجب عبور النهر فيه.
لقد أصبح الحرس الخلفي الرئيسي في جسر بنات يعقوب على دراية بالتهديد الذي يواجه خطوط اتصالاتهم، مما أجبرهم على الانسحاب؛ وكان العديد منهم في شاحنات، في حين تم القبض على 53 سجينًا.

## العواقب

### الهجوم على دير السرس
تبع مقر اللواء الثالث للخيالة الخفيفة الفوجين العاشر والثامن للخيالة الخفيفة عبر نهر الأردن؛ وعبر الفوج العاشر للخيالة الخفيفة في الساعة 18:15 يوم 27 سبتمبر للتقدم نحو طريق دمشق. بحلول منتصف الليل، عبر اللواء بأكمله النهر وتقدم مسافة 4 ميل (6.4 كـم) لقطع طريق دمشق عند دير السرس، لكن قوة الحرس الخلفي العثمانية الرئيسية التي دافعت عن جسر بنات يعقوب كانت قد تراجعت بالفعل.
تم مواجهة حرس خلفي قوي يدافع عن دير ساراس، والذي تم مهاجمته راكبًا، عندما تم «طعن» العديد من المدافعين بالسيوف. هاجم السرب «ب» من فوج الخيالة الخفيفة العاشر الحرس الخلفي واستولى عليه. نزلت فرقة واحدة من الخيول بينما تحركت بقية الفرق في صف واحد حول الجناح راكبة على خيولها بسبب وعورة البلاد. هاجموا الموقع واستولوا عليه، وأسروا 12 ألمانيًا و41 عثمانيًا ومدفعًا ميدانيًا واحدًا ومدفعًا رشاشًا واحدًا وشاحنة واحدة ومخزنًا للذخيرة. قبل الفجر بقليل وصل اللواء إلى دير السرس؛ وانضم السرب «ب» إلى الفوج في الساعة 08:00 يوم 28 سبتمبر.

### عبور نهر الأردن

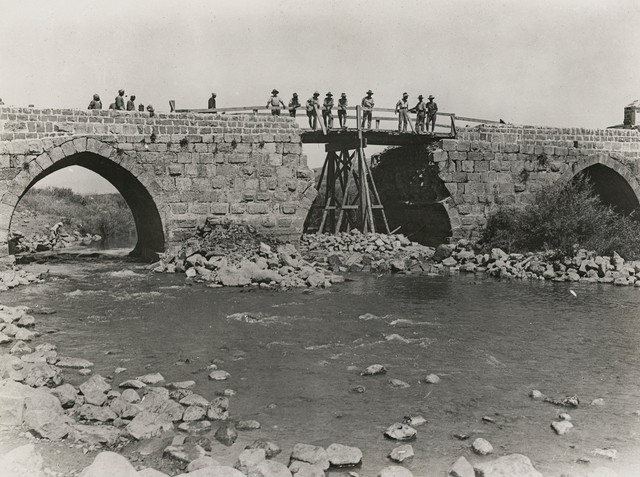
Jisr Benat Yakub repaired

وبينما عبرت ألوية الخيالة الخفيفة نهر الأردن للاستيلاء على الحرس الخلفي المتبقي الذي لم ينسحب بالشاحنات، كان على جميع المركبات ذات العجلات بما في ذلك المدافع أن تنتظر إصلاح الجسر.
وصل قطار جسر فيلق الخيالة الصحراوي أثناء الليل، في شاحنات محملة بالأخشاب. بدأ المهندسون في إصلاح القوس الذي تم هدمه بالكامل. في خمس ساعات قاموا ببناء جسر مرتفع لربط الجسر المدمر.
مع بزوغ فجر يوم 28 سبتمبر، كانت فرقة الخيالة الأسترالية قد عبرت النهر، وتقدمت على الطريق نحو القنيطرة. وبعد فترة وجيزة، تبعتها مركباتها ذات العجلات ومدافعها، عابرةً الجسر المُرمم. وبعد الساعة السابعة صباحًا بقليل، ومع قيادة اللواء الثالث من الخيالة الخفيفة للفرقة الأسترالية الخيالة، استمر المطاردة.

## الملاحظات
1. ↑  وُصفت هذه التطورات بأنها «سباق نحو دمشق». [Gullett 1919 pp. 39–40, Falls 1930 Vol. 2 p. 567]

## الاستشهادات
1. ↑  Hirst، K. Kris. "Gesher Benot Ya'aqov (Israel)". .com. مؤرشف من الأصل في 2014-04-29. اطلع عليه بتاريخ 2015-12-25. {{استشهاد ويب}}: تحقق من قيمة |مسار= (مساعدة)
2. ↑  Preston 1921 p. 261
3. ↑  J.Hamilton 2002 p. 158
4. ↑  Keogh 1955 pp. 252–3
5. ↑  Falls 1930 Vol. 2 pp. 511, 545
6. ↑  Keogh 1955 p. 251
7. ↑  Wavell 1968 p. 223
8. ↑  Wavell 1968 pp. 224–5
9. ↑  Bruce 2002 p. 241
10. ↑  Cutlack 1941 pp. 167–8
11. 1 2  Falls 1930 Vol. 2 p. 567
12. ↑  Falls 1930 Vol. 2 pp. 487, 529–32, 542–5
13. ↑  Bou 2009 p. 196
14. 1 2  Hill 1978 p. 175
15. ↑  Dinning 1920 pp. 84–5
16. ↑  Powles 1922 pp. 242–3
17. ↑  Kinloch 2007 p. 324
18. 1 2  Cutlack 1941 p. 167
19. ↑  Falls 1930 Vol. 2 pp. 594–5
20. ↑  Preston 1921 p. 252
21. ↑  Wavell 1968 p. 225
22. 1 2  Carver 2003 p. 242
23. 1 2 3  Bruce 2002 p. 243
24. 1 2 3 4 5 6 7 8 9  Falls 1930 Vol. 2 p. 568
25. ↑  Preston 1921 pp. 258–60, 335
26. 1 2 3 4  4th Light Horse Brigade War Diary AWM4-10-4-21
27. 1 2  Wavell 1968 pp. 225 & 227
28. ↑  G. Massey 2007 pp. 48, 98
29. ↑  9th Light Horse Regiment War Diary AWM4-10-14-43
30. ↑  8th Light Horse Regiment War Diary Report Appendix 2 AWM4-10-13-39
31. ↑  Preston 1921 p. 260
32. ↑  Hall 1975 p. 116
33. 1 2  10th Light Horse Regiment war diary AWM4-10-15-39
34. 1 2  3rd Light Horse Brigade War Diary AWM4-10-3-44 Appendix 4 pp. 4–5
35. 1 2  Preston 1921 p. 262

## وصلات خارجية
- "8th Light Horse Regiment War Diary". First World War Diaries AWM4, 10-13-39. Canberra: Australian War Memorial. سبتمبر 1918. مؤرشف من الأصل في 2012-04-19. اطلع عليه بتاريخ 2012-09-15.
- "9th Light Horse Regiment War Diary". First World War Diaries AWM4, 10-14-43. Canberra: Australian War Memorial. سبتمبر 1918. مؤرشف من الأصل في 2012-04-19.
- "10th Light Horse Regiment War Diary". First World War Diaries AWM4, 10-15-39. Canberra: Australian War Memorial. سبتمبر 1918. مؤرشف من الأصل في 2012-10-23. اطلع عليه بتاريخ 2012-09-16.
- "3rd Light Horse Brigade War Diary". First World War Diaries AWM4, 10-3-44. Canberra: Australian War Memorial. سبتمبر 1918. مؤرشف من الأصل في 2011-03-21.
- "4th Light Horse Brigade War Diary". First World War Diaries AWM4, 10-4-21. Canberra: Australian War Memorial. سبتمبر 1918. مؤرشف من الأصل في 2012-04-19. اطلع عليه بتاريخ 2012-09-15.